# Кілборн (Іллінойс)
Кілборн (англ. Kilbourne) — селище (англ. village) в США, в окрузі Мейсон штату Іллінойс. Населення — 265 осіб (2020).

## Географія
Кілборн розташований за координатами 40°9′7″ пн. ш. 90°0′41″ зх. д. / 40.15194° пн. ш. 90.01139° зх. д. (40.151909, -90.011518).  За даними Бюро перепису населення США в 2010 році селище мало площу 2,30 км², уся площа — суходіл.

## Демографія
Згідно з переписом 2010 року, у селищі мешкали 302 особи в 124 домогосподарствах у складі 84 родин. Густота населення становила 131 особа/км².  Було 143 помешкання (62/км²).
Расовий склад населення:
| - 99,0 % — білих - 0,3 % — корінних американців - 0,3 % — азіатів |

До двох чи більше рас належало 0,3 %. Частка іспаномовних становила 1,0 % від усіх жителів.
За віковим діапазоном населення розподілялося таким чином: 21,5 % — особи молодші 18 років, 62,3 % — особи у віці 18—64 років, 16,2 % — особи у віці 65 років та старші. Медіана віку мешканця становила 42,5 року. На 100 осіб жіночої статі у селищі припадало 106,8 чоловіків;  на 100 жінок у віці від 18 років та старших — 99,2 чоловіків також старших 18 років.
Середній дохід на одне домашнє господарство  становив 38 937 доларів США (медіана — 29 375), а середній дохід на одну сім'ю — 51 736 доларів (медіана — 38 750). Медіана доходів становила 37 500 доларів для чоловіків та 37 500 доларів для жінок. За межею бідності перебувало 29,6 % осіб, у тому числі 13,0 % дітей у віці до 18 років та 27,1 % осіб у віці 65 років та старших.
Цивільне працевлаштоване населення становило 132 особи. Основні галузі зайнятості: будівництво — 23,5 %, роздрібна торгівля — 20,5 %, освіта, охорона здоров'я та соціальна допомога — 18,2 %.